# Laodike (Gattin des Perseus)

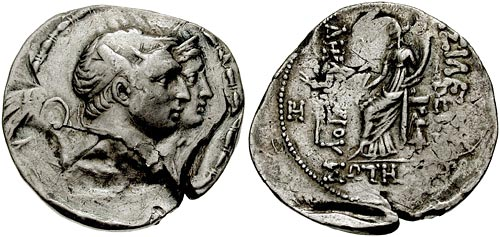
Demetrios I und Laodike

Laodike (altgriechisch Λαοδίκη Laodíkē; † um 150 v. Chr.) war eine Tochter des Seleukidenherrschers Seleukos IV. und dessen ebenfalls Laodike genannter Gattin sowie Schwester des Demetrios I. Soter.
Seleukos IV. verheiratete seine Tochter Laodike 178 v. Chr. mit Perseus, dem letzten König von Makedonien. Dorthin geleiteten sie die Rhodier mit prächtigen Schiffen zur Hochzeit. Aber Eumenes II. von Pergamon stellte diese Vermählung und das dazugehörige Geleit der Rhodier dem Senat als eine gegen Rom gerichtete Aktion dar (172 v. Chr.). Nach dem Tod ihres Gatten dürfte Laodike in ihre Heimat zurückgegangen sein. Ariarathes V. von Kappadokien lehnte um 160 v. Chr. das Angebot des Demetrios I. Soter ab, Laodike mit ihm zu vermählen. Womöglich heiratete Demetrios I. nun selbst seine Schwester. Jedenfalls ließ er Abbildungen von seinem und Laodikes Kopf auf Münzen prägen, auch auf solchen des von ihm besiegten Timarchos. Als Demetrios I. gestorben war, wurden dessen Vertraute, auch Laodike, vom Reichsverweser Ammonios getötet, um dem neuen König freie Hand in der Herrschaft zu lassen.